# Егоров, Владимир Николаевич (ректор)
Владимир Николаевич Егоров  (род. 9 апреля 1954, город Харьков) — заслуженный работник Высшей школы Российской Федерации. Ректор ИвГУ (2000—2019), глава Ивановского городского отделения партии «Единая Россия» (2011), член Российской Академии естественных наук, доктор экономических наук, профессор.

## Биография
Родился 9 апреля 1954 года в городе Харьков.
В 1970 году Владимир Николаевич поступил в Ивановский государственный университет на факультет математики.
В 1975 году продолжил обучение, поступив в аспирантуру на кафедру алгебры и математической логики, завершив обучение в 1978 году.

## Трудовая деятельность
После окончания обучения, в 1978 году начал карьеру в Ивановском государственном университете на должности ассистента кафедры математического анализа ИвГУ.
В 1981 году — старший преподаватель кафедры алгебры и математической логики.
В 1984 году — заведующий кафедрой алгебры и математической логики.
В 1990 году — проректор по научной работе ИвГУ.
C 1996 года — заведующий кафедрой экономического анализа и бухгалтерского учёта.
С 2000 года по 2019 год — ректор ИвГУ.

## Научная деятельность
Автор более 70 научных работ.
В 1983 году защитил диссертацию на соискание ученой степени кандидата физико-математических наук. Тема «Финитная аппроксимируемость групп с одним определяющимся соотношением».
В 1991 году защитил диссертацию на соискание ученой степени доктора экономических наук. Тема «Экономические проблемы надежности производственных систем».

## Политическая деятельность
Состоит в партии «Единая Россия».
В 2011 году возглавляет городское отделение партии «Единая Россия».
В 2012 году избирается депутатом Ивановской областной Думы пятого созыва по Станкостроительному одномандатному избирательному округу № 6.

## Награды и премии
В 2003 году награждается званием «Заслуженный работник высшей школы».
В 2008 году награждается почетным знаком общества Российско-Вьетнамской дружбы и памятной медалью.

## Семья
Женат, двое детей: сын и дочь.